# Mizérable
Mizérable är en EP av Gackt, utgiven 1999. Den var hans debut som soloartist, efter att ha lämnat bandet Malice Mizer.

## Låtlista
1. "Mizérable"
2. "Story"
3. "Leeca"
4. "Lapis -Prologue-"